# Hardt (Nümbrecht)
Hardt ist ein Ortsteil von Nümbrecht im Oberbergischen Kreis im südlichen Nordrhein-Westfalen innerhalb des Regierungsbezirks Köln. Er liegt in Luftlinie rund 4,2 Kilometer westlich des Stadtzentrums von Nümbrecht.
Hardt wurde 1575 erstmals urkundlich erwähnt: „Symon van der Hart gehört zu den vereidigten homburgischen Zeugen in einer Wechselurkunde über den Tausch von Hörigen zwischen Berg und Sayn“. In der Erstnennung wurde die Schreibweise Off der Hart verwendet.